# Esgrima nos Jogos Pan-Americanos de 2019 - Espada por equipes masculino
A competição da espada por equipes masculino foi um dos eventos da esgrima nos Jogos Pan-Americanos de 2019, em Lima. Foi disputada no Centro de Convenções de Lima no dia 8 de agosto.

## Calendário
Horário local (UTC-5).
| Data        | Horário | Fase                |
| ----------- | ------- | ------------------- |
| 8 de agosto | 9:00    | Quartas de final    |
| 8 de agosto | 11:30   | Semifinal           |
| 8 de agosto | 12:30   | 5º ao 8º lugar      |
| 8 de agosto | 16:00   | Disputa pelo bronze |
| 8 de agosto | 17:00   | Final               |

## Medalhistas
| Ouro   | CUB Yunior Venet Luis Enrique Arboine Reynier Ortíz       |
| Prata  | ARG José Félix Domínguez Jesús Ruggeri Alessandro Taccani |
| Bronze | VEN Francisco Limardo Jesús Limardo Rubén Limardo         |

## Resultados
|  | Quartas de final | Quartas de final   | Quartas de final |          |            | Semifinal          | Semifinal           | Semifinal           |                     |  | Final | Final         | Final |
|  |                  |                    |                  |          |            |                    |                     |                     |                     |  |       |               |       |
|  | 1                | USA Estados Unidos | 45               |          |            |                    |                     |                     |                     |  |       |               |       |
|  | 8                | MEX México         | 25               |          |            |                    |                     |                     |                     |  |       |               |       |
|  | 8                | MEX México         | 25               |          | 1          | USA Estados Unidos | 38                  |                     |                     |  |       |               |       |
|  |                  |                    |                  |          | 1          | USA Estados Unidos | 38                  |                     |                     |  |       |               |       |
|  |                  | 4                  | ARG Argentina    | 45       |            |                    |                     |                     |                     |  |       |               |       |
|  | 5                | 4                  | ARG Argentina    | 45       | CAN Canadá | 23                 |                     |                     |                     |  |       |               |       |
|  | 5                |                    |                  |          | CAN Canadá | 23                 |                     |                     |                     |  |       |               |       |
|  | 4                | ARG Argentina      | 45               |          |            |                    |                     |                     |                     |  |       |               |       |
|  |                  |                    |                  |          |            |                    |                     |                     |                     |  | 4     | ARG Argentina | 32    |
|  |                  |                    | 3                | CUB Cuba | 45         |                    |                     |                     |                     |  |       |               |       |
|  | 3                | CUB Cuba           | 45               |          |            |                    |                     |                     |                     |  |       |               |       |
|  | 6                | BRA Brasil         | 37               |          |            |                    |                     |                     |                     |  |       |               |       |
|  | 6                | BRA Brasil         | 37               |          | 3          | CUB Cuba           | 43                  |                     |                     |  |       |               |       |
|  |                  |                    |                  |          | 3          | CUB Cuba           | 43                  |                     |                     |  |       |               |       |
|  |                  | 2                  | VEN Venezuela    | 42       |            |                    | Disputa pelo bronze | Disputa pelo bronze | Disputa pelo bronze |  |       |               |       |
|  | 7                | PER Peru           | 23               |          |            |                    | 1                   | USA Estados Unidos  | 43                  |  |       |               |       |
|  | 2                | VEN Venezuela      | 45               |          |            |                    |                     |                     |                     |  | 2     | VEN Venezuela | 45    |

### Disputa do 5º   ao 8º lugar
|  | Classificação | Classificação | Classificação |  |  | Diputa pelo 5º lugar  | Diputa pelo 5º lugar  | Diputa pelo 5º lugar  |
|  |               |               |               |  |  |                       |                       |                       |
|  | 8             | MEX México    | 45            |  |  |                       |                       |                       |
|  | 5             | CAN Canadá    | 39            |  |  |                       |                       |                       |
|  |               |               |               |  |  | 8                     | MEX México            | 33                    |
|  |               |               |               |  |  | 6                     | BRA Brasil            | 45                    |
|  | 6             | BRA Brasil    | 45            |  |  |                       |                       |                       |
|  | 7             | PER Peru      | 27            |  |  | disputa pelo 7º lugar | disputa pelo 7º lugar | disputa pelo 7º lugar |
|  |               |               |               |  |  | 5                     | CAN Canadá            | 45                    |
|  |               |               |               |  |  | 7                     | PER Peru              | 35                    |

## Classificação final
| Colocação         | Nacionalidade      | Atleta                                                |
| ----------------- | ------------------ | ----------------------------------------------------- |
| Medalha de ouro   | CUB Cuba           | Yunior Venet Luis Enrique Arboine Reynier Ortíz       |
| Medalha de prata  | ARG Argentina      | José Félix Domínguez Jesús Ruggeri Alessandro Taccani |
| Medalha de bronze | VEN Venezuela      | Francisco Limardo Jesús Limardo Rubén Limardo         |
| 4                 | USA Estados Unidos | Curtis Mc Dowald Jacob Hoyle James Kaull III          |
| 5                 | BRA Brasil         | Athos Schwantes Alexandre Camargo Nicolas Ferreira    |
| 6                 | MEX México         | Leandro May Carlos Esteban Cabello Jhonnatan Morales  |
| 7                 | CAN Canadá         | Seraphim Jarov Marc-Antoine Belanger John Wright      |
| 8                 | PER Peru           | Eduardo Biel Alex David Manrique Renan Santaria       |